# Peter Norbeck Summer House
Pour les articles homonymes, voir Valhalla (homonymie).
La Peter Norbeck Summer House – ou Valhalla – est une maison américaine dans le comté de Custer, au Dakota du Sud. Protégée au sein du parc d'État de Custer, cette résidence d'été en rondins de bois a été construite en 1927 pour Peter Norbeck, ancien gouverneur désormais sénateur. Elle est inscrite au Registre national des lieux historiques depuis le 13 septembre 1977.